# Bukareški mir (1918)
Bukareški mir je ime za separatno mirovno pogodbo, ki so jo  7. maja 1918 podpisale centralne sile in Romunija.
Romunija je bila v podpis prisiljena po porazu v romunski kampanji (1916–1917). Po določilih pogodbe je morala med drugim Bolgariji vrniti Južno Dobrudžo in ji prepustiti južni del Severne Dobrudže, preostanek province pa je prešel pod nadzor centralnih sil. Poleg tega je morala Avstro-Ogrski prepustiti nadzor nad prelazi v Karpatih, dati Nemčiji svoje naftne vrtine v najem za 90 let in priznati priključitev Besarabije Romuniji.
Kralj Ferdinand I. je zavrnil podpis pogodbe, kljub temu, da jo je že ratificirala romunska vlada. Oktobra 1918 je Marghilomanova vlada pogodbo enostransko odpovedala, dokončno je bila razveljavljena z določili premirja 11. novembra 1918. Nemčija se je odpovedala vsem ugodnostim iz pogodbe s podpisom versajske mirovne pogodbe, ozemeljske pridobitve Avstro-Ogrske pa so razveljavile senžermenska, neulijska in trianonska mirovna pogodba.